# Archiv für Sippenforschung und alle verwandten Gebiete
Das Archiv für Sippenforschung und alle verwandten Gebiete war eine Zeitschrift insbesondere zur Genealogie bekannter deutscher Familien und deren Geschichte. Unter der Hauptschriftleitung von Erich Wentscher und anderen erschien das Heft in den Jahren 1928 bis 1992 in mehr als 100 Ausgaben im C. A. Starke, Buch- und Kunstverlag zunächst in Görlitz, später Glücksburg/Ostsee und dann in Limburg an der Lahn.
Zu den Beilagen zählten folgende Titel:
- Deutsches Geschlechterbuch / Gesamt-Namensverzeichnis[1]
- Ahnenreihen aus allen deutschen Gauen[1]
- Lexikon deutscher Familien[1]
- Ahnenreihen aus allen deutschen Gauen / Ausgabe A[1]
- Praktische Forschungshilfe[1]

Das zeitweilig gemeinsam mit der Bibliographie zur Familien- und Wappenkunde erschienene Archiv für Sippenforschung mit der ISSN 0003-9403 war Nachfolger der Zeitschrift Kultur und Leben und wurde später unter dem Titel Archiv für Familiengeschichtsforschung fortgesetzt.